# Ranomafana (Taolanaro)
Ranomafana est une commune urbaine malgache située dans la partie sud-est de la région d'Anosy. Son nom signifie littéralement en langue malgache « (source d')eau chaude ».

## Économie
L'économie est basée sur l'agriculture, avec des cultures de café et de riz, ainsi que des récoltes de litchis et de manioc, et l'élevage de zébus, ceux-ci étant menacé par les vols commis par les Dahalos.